# Dicranomyia (Dicranomyia) torpida
Dicranomyia (Dicranomyia) torpida is een tweevleugelige uit de familie steltmuggen (Limoniidae). De soort komt voor in het Australaziatisch gebied.